# Saint-Michel-sur-Meurthe
Saint-Michel-sur-Meurthe är en kommun i departementet Vosges i regionen Grand Est (tidigare regionen Lorraine) i nordöstra Frankrike. Kommunen ligger i kantonen Saint-Dié-des-Vosges-Ouest som tillhör arrondissementet Saint-Dié-des-Vosges. År 2022 hade Saint-Michel-sur-Meurthe 1 794 invånare.

## Befolkningsutveckling
Antalet invånare i kommunen Saint-Michel-sur-Meurthe
| Referens: INSEE |